# Heinz Petters

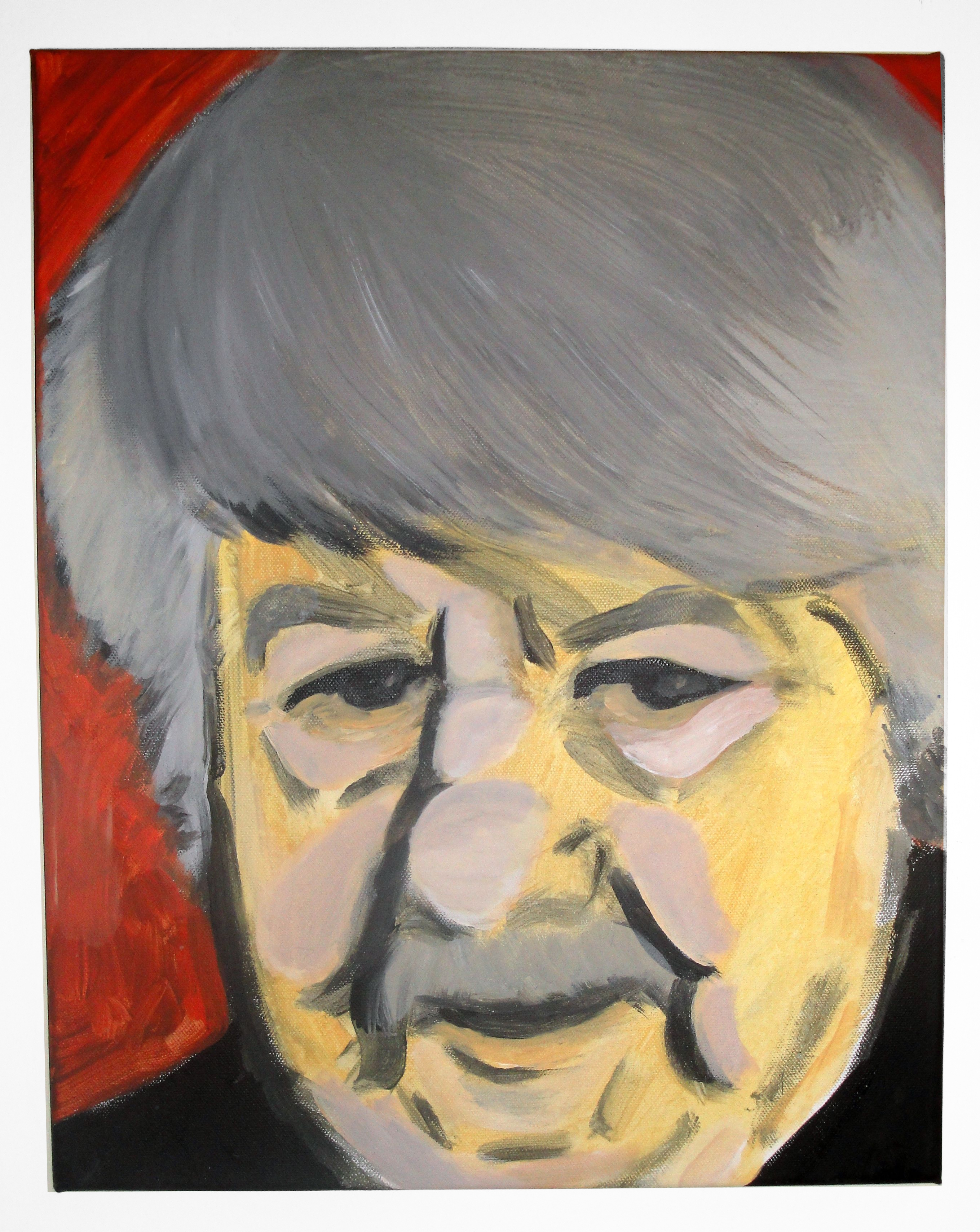
Porträt von Heinz Petters des Malers Reinhard Trinkler (Volkstheater Wien, 2012)

Heinz Petters (* 9. Juli 1932 in Graz; † 6. Februar 2018) war ein österreichischer Theater-, Film- und Fernsehschauspieler.

## Leben
Petters nahm früh Ballett- und Schauspielunterricht in Graz, wo er auch als Tänzer sein erstes Engagement erhielt. Später gab man ihm auch Rollen als Operettenbuffo und als Schauspieler. Es folgten Engagements an diversen Landesbühnen. Im Jahr 1960 ging er zu Karl Farkas nach Wien ans Kabarett Simpl, es folgten das Kellertheater „Die Tribüne“ im Café Landtmann und die Luisenburg-Festspiele in Wunsiedel (1964, Einen Jux will er sich machen von Johann Nestroy, Regie: Gustav Manker).
Petters wurde 1964 von Gustav Manker ans Wiener Volkstheater engagiert, wo er bis wenige Jahre vor seinem Tod spielte. Dort wurde er zum wichtigsten Protagonisten in Mankers Nestroy-Inszenierungen und spielte in Liebesgeschichten und Heiratssachen den Nebel (1964), Heinrich Pfiff in Die Verbannung aus dem Zauberreiche oder Dreißig Jahre aus dem Leben eines Lumpen (1966), den Diener Johann in Zu ebener Erde und erster Stock (1968), Kasimir Dachl in Heimliches Geld, heimliche Liebe (1972), Anselm in Gegen Torheit gibt es kein Mittel (1973), Arthur in Umsonst! (1974, Kainz-Medaille), Weinberl in Einen Jux will er sich machen (1976), Wendelin Pfriem in Höllenangst (1977), Viktor in Das Gewürzkrämerkleeblatt (1977), Hausknecht Muffl in Frühere Verhältnisse (1979) und Willibald in Die schlimmen Buben in der Schule (1979). Er läutete nach Hans Putz, Fritz Muliar, Hugo Gottschlich und Kurt Sowinetz eine neue Ära von Nestroy-Aufführungen in Wien und am Volkstheater ein. Darüber hinaus spielte er auch in Stücken des Altwiener Volkstheaters von Ferdinand Raimund, so den Valentin in Der Verschwender, Florian Waschblau in Der Diamant des Geisterkönigs, Quecksilber in Der Barometermacher auf der Zauberinsel und den schwäbischen Zauberer Ajaxerle in Der Bauer als Millionär.
Die Presse schrieb über Petters’ Nestroy-Stil: „Mehr solche Leistungen und Josef Meinrad braucht keine Sorge mehr um die Weitergabe des Iffland-Ringes zu haben.“ (Liebesgeschichten und Heiratssachen), „Er hascht nicht nach der Sympathie der Zuschauer, sondern spielt den gemeinen Kerl ohne Rücksicht auf Charmeverluste“ (Express, Zu ebener Erde und erster Stock) und „Petters nutzt seine Rolle für eine Tour de Force, in der er atemlos alle Möglichkeiten ausschöpft“ (Umsonst).
Weitere Erfolge Petters’ am Volkstheater waren der Küchenjunge Leon in Franz Grillparzers Weh dem, der lügt (1967, mit Dolores Schmidinger), Antoine in der Uraufführung von Wolfgang Bauers Change (1969, Regie: Bernd Fischerauer), Ernst in Ödön von Horváths Die Unbekannte aus der Seine (1970, mit Kitty Speiser und Hilde Sochor), Fiscur in Ferenc Molnárs Liliom (1971, mit Hans Putz), Schauspieler Dögelmann in der Uraufführung von Arthur Schnitzlers Zug der Schatten (1971, Regie: Gustav Manker), Poldi Grehlinger in Arthur Schnitzlers Freiwild (1974), Lustige Person in Johann Wolfgang Goethes Faust I (1975) und Max Billitzer in Hermann Bahrs Wienerinnen (1977, mit Herwig Seeböck). Daneben trat er in Film- und Fernsehrollen auf. Er galt als einer der populärsten Schauspieler Österreichs.
2012 wurde anlässlich dessen 80. Geburtstages ein Porträt von Heinz Petters des Malers Reinhard Trinkler in die Schauspielergalerie des Wiener Volkstheaters aufgenommen und dort feierlich präsentiert.
Petters war verheiratet und hat einen Sohn und eine Tochter. Die Tochter Eva Petters war Ballettsolistin der Wiener Staatsoper.

## Auszeichnungen (Auszug)
- 1966: Goldener Rathausmann
- 1968/69: Karl-Skraup-Preis
- 1976: Goldener Rathausmann
- 1983: Nestroy-Ring der Stadt Wien
- 1983: Silbernes Ehrenzeichen für Verdienste um die Republik Österreich
- 1989: Kammerschauspieler
- 2004: Österreichisches Ehrenkreuz für Wissenschaft und Kunst I. Klasse[4]

## Filmografie
- 1956: Holiday am Wörthersee
- 1966: Luftkreuz Südost – Alarm über Wels
- 1968: Der Kaufmann von Venedig (Fernsehfilm)
- 1968: Oberinspektor Marek (Fernsehserie, eine Folge)
- 1971: Die Abenteuer des braven Soldaten Schwejk, (Fernsehserie, sechs Folgen)
- 1974: Hamburg Transit (Fernsehserie, Folge 49)
- 1975: Die Insel der Seligen
- 1975: Fluchtversuch
- 1975–1979: Ein echter Wiener geht nicht unter
- 1977: Tatort – Der vergessene Mord
- 1978: Kassbach
- 1979: Kleine Gaben
- 1980: Ringstraßenpalais (Fernsehserie)
- 1981: Den Tüchtigen gehört die Welt
- 1983: Der Waldbauernbub – Weihnacht in der Waldheimat
- 1983: Waldheimat (Fernsehserie, Folge 1)
- 1985: Der Sonne entgegen
- 1987–1989: Heiteres Bezirksgericht (Fernsehserie)
- 1990: Die Piefke-Saga
- 1992: Duett
- 1992: Die Zwillingsschwestern aus Tirol (Fernsehfilm)
- 1993: Mein Freund, der Lipizzaner
- 1993: Almenrausch und Pulverschnee (Fernsehserie)
- 1994: Kommissar Rex (Würstelmann)
- 1995: Ein fast perfekter Seitensprung
- 1995: Mein Opa ist der Beste
- 1996: Alte Liebe – Neues Glück (Fernsehfilm)
- 1996: Der Bockerer II – Österreich ist frei
- 1996–1998: Tohuwabohu (Fernsehserie, 26 Folgen)
- 1996–1997: Ein idealer Kandidat (Fernseh-Miniserie)
- 1997: Ein Herz wird wieder jung
- 1997: Eine fast perfekte Scheidung
- 1999: Eine fast perfekte Hochzeit
- 2000–2008: Trautmann
- 2000: Der Bockerer III – Die Brücke von Andau
- 2000: Hart im Nehmen
- 2001: Kommissar Rex (Angler)
- 2001: Zwei unter einem Dach (Fernsehfilm)
- 2003: Der Bockerer IV – Prager Frühling

## Theater
- Hermann Bahr – Das Konzert (Dr. Jura)
- Hermann Bahr – Das Konzert (Pollinger)
- Wolfgang Bauer – Change (Antoine)
- Thomas Bernhard – Der Theatermacher (Wirt)
- Bertolt Brecht – Schweyk im Zweiten Weltkrieg (Schwejk)
- Elias Canetti – Komödie der Eitelkeit (Franzl Nada)
- Friedrich Dürrenmatt – Romulus der Grosse (Romulus)
- Georges Feydeau – Der Floh im Ohr (Chandebise)
- Dario Fo – Bezahlt wird nicht (Hans)
- Franzobel – Mayerling (Johann Loschek)
- Johann Wolfgang von Goethe – Faust (Lustige Person)
- Gorin – Kaddisch (Tewje, der Milchmann)
- Griffith – Komiker (Eddie Waters)
- Franz Grillparzer – Weh dem, der lügt! (Leon)
- Franz Grillparzer – König Ottokars Glück und Ende (Ottokar von Hornek)
- Jaroslav Hašek – Schwejk (Schwejk)
- Ödön von Horváth – Die Unbekannte aus der Seine (Ernst)
- Gert Jonke – Gegenwart der Erinnerung (Schleifer)
- Gotthold Ephraim Lessing – Nathan der Weise (Patriarch)
- Jakov Lind – Ergo (Würz)
- Claude Magnier – Oscar, ein Missverständnis in drei Akten (Pierre Barnier)
- Ferenc Molnár – Liliom (Fiscur)
- Johann Nestroy – Liebesgeschichten und Heurathssachen (Nebel)
- Johann Nestroy – Zu ebener Erde und erster Stock (Diener Johann)
- Johann Nestroy – Höllenangst (Wendelin Pfriem)
- Johann Nestroy – Freiheit in Krähwinkel (Ultra)
- Johann Nestroy – Frühere Verhältnisse (Hausknecht Muffl)
- Johann Nestroy – Die schlimmen Buben in der Schule (Willibald)
- Johann Nestroy – Einen Jux will er sich machen (Weinberl)
- Johann Nestroy – Das Haus der Temperamente (Friseur Schlankel)
- Johann Nestroy – Unverhofft (Herr von Ledig)
- Johann Nestroy – Lumpazivagabundus (Schuster Knieriem)
- Ferdinand Raimund – Der Diamant des Geisterkönigs (Florian Waschblau)
- Ferdinand Raimund – Der Bauer als Millionär (Ajaxerle)
- Friedrich Schiller – Kabale und Liebe (Kammerdiener)
- Franz und Paul von Schönthan – Der Raub der Sabinerinnen (Striese)
- William Shakespeare – Ein Sommernachtstraum (Zettel)
- William Shakespeare – Was ihr wollt (Narr)
- Neil Simon – Brooklyn Memoiren (Jack Jerome)
- Joshua Sobol – Ghetto (Weißkopf)
- Botho Strauß – Groß und klein (Der Alte)
- Marlene Streeruwitz – New York. New York (Chrobath)